# Calendário Fixo Internacional
O Calendário Fixo internacional (também conhecido como plano Cotsworth, calendário Cotsworth e plano de Eastman) é uma proposta de revisão do calendário solar desenvolvida por Moses B. Costworth e apresentada em 1902. Costworth divide o ano solar em 13 meses de 28 dias cada. É, portanto, um calendário perene, onde cada dia corresponde ao mesmo dia da semana em todos os anos. Embora não tenha sido adotado por nenhum país, o empreendedor George Eastman adotou-o na sua empresa Eastman Kodak Company, onde foi utilizada de 1928 até 1989. É também chamado de calendário de 13 meses ou calendário de meses iguais, entretanto existem muitos outros designs de calendários em que essa descrição também se aplica.

## Regras
O calendário anual tem 13 meses com 28 dias cada, dividido exatamente em 4 semanas (13 x 28 = 364). Um dia extra é adicionado como feriado no fim do ano (após 28 de dezembro, ou seja, o correspondente ao 31 de dezembro do calendário Gregoriano), às vezes chamado de "Dia de Ano", não pertence a nenhuma semana e completa os 365 dias. Os anos correspondem aos anos Gregorianos, de tal forma que o dia 1° de janeiro no calendário Costworth cai no dia 1° de janeiro Gregoriano. Os meses são ordenados e nomeados da mesma maneira que o calendário Gregoriano, com exceção do mês extra que é inserido entre junho e julho e é chamado Sol. Posicionado no meio do verão (do ponto de vista dos autores no hemisfério norte) e incluindo o solstício do meio do ano, o nome do novo mês foi escolhido em homenagem ao Sol.
Os anos bissextos no Calendário Fixo Internacional contém 366 dias e segue a mesma regra do calendário Gregoriano. Existe um ano bissexto em cada ano cujo número é divisível por 4, mas não nos anos que são divisíveis por 100, a menos que seja também divisível por 400. Então, embora o ano 2000 tenha sido um ano bissexto, os anos 1700, 1800 e 1900 foram anos comuns. O Calendário Fixo Internacional insere um dia extra nos anos bissextos como 29 de junho - entre 28 de junho (sábado) e 1° de Sol (domingo).
Todo mês começa no domingo e termina no sábado. Consequentemente, todo ano termina no domingo. O Dia de Ano e o dia bissexto não são considerados parte de nenhuma semana. Eles acontecem depois de um sábado e antes de um domingo.
Todos os meses possuem o seguinte formato:
| Dias da semana | Dias da semana | Dias da semana | Dias da semana | Dias da semana | Dias da semana | Dias da semana | Dia bissexto em junho em anos bissextos, ou dia do ano em dezembro |
| dom            | seg            | ter            | qua            | qui            | sex            | sab            | Dia bissexto em junho em anos bissextos, ou dia do ano em dezembro |
| -------------- | -------------- | -------------- | -------------- | -------------- | -------------- | -------------- | ------------------------------------------------------------------ |
| 1              | 2              | 3              | 4              | 5              | 6              | 7              | Dia bissexto em junho em anos bissextos, ou dia do ano em dezembro |
| 8              | 9              | 10             | 11             | 12             | 13             | 14             | Dia bissexto em junho em anos bissextos, ou dia do ano em dezembro |
| 15             | 16             | 17             | 18             | 19             | 20             | 21             | Dia bissexto em junho em anos bissextos, ou dia do ano em dezembro |
| 22             | 23             | 24             | 25             | 26             | 27             | 28             | 29                                                                 |

A tabela abaixo mostra como os 13 meses e dias extras do Calendário Fixo Internacional se comparam como as datas do calendário Gregoriano:
|     | Calendário fixo mês | Datas correspondentes no calendário gregoriano | Datas correspondentes no calendário gregoriano |
|     | Calendário fixo mês | Começa no dia 1 fixo                           | Termina no dia 28 (ou 29) fixo                 |
| --- | ------------------- | ---------------------------------------------- | ---------------------------------------------- |
| 1º  | abril               | 26 de março *                                  | 22 de abril *                                  |
| 2º  | maio                | 23 de abril *                                  | 20 de maio *                                   |
| 3º  | junho               | 21 de maio*                                    | 17 de junho *                                  |
|     | junho               | 21 de maio*                                    | 18 de junho (dia bissexto)                     |
| 4º  | sol                 | 18 de junho                                    | 15 de julho                                    |
| 5º  | julho               | 16 de julho                                    | 12 de agosto                                   |
| 6º  | agosto              | 13 de agosto                                   | 9 de setembro                                  |
| 7º  | setembro            | 10 de setembro                                 | 7 de outubro                                   |
| 8º  | outubro             | 8 de outubro                                   | 4 de novembro                                  |
| 9º  | novembro            | 5 de novembro                                  | 2 de dezembro                                  |
| 10º | dezembro            | 3 de dezembro                                  | 30 de dezembro                                 |
|     | dezembro            | 3 de dezembro                                  | 31 de dezembro (dia do ano)                    |
| 11º | janeiro             | 1 de janeiro                                   | 28 de janeiro                                  |
| 12º | fevereiro           | 29 de janeiro                                  | 25 de fevereiro                                |
| 13  | março               | 26 de fevereiro                                | 25 de março*                                   |

*As datas gregorianas entre março e junho são um dia mais cedo no ano gregoriano bissexto. Março no calendário Fixo Internacional  tem sempre um número de dias fixo (28) e inclui o dia 29 de fevereiro gregoriano (nos anos gregorianos bissextos)

## História
Os calendários lunisolares, com dias de semana fixos, existiam em muitas culturas antigas, com certos feriados a cair sempre nas mesmas datas do mês e dias da semana.
A ideia simples de um calendário perene de 13 meses tem surgido desde meados do século 18. As versões dessa ideia diferem principalmente em relação a como são dados nomes aos meses e em relação ao dia extra no ano bissexto.
O "calendário Georgiano" foi proposto em 1745 pelo Rev. Hugh Jones, um colonizador americano de Maryland com o apelido de Hirossa Ap-Iccim. O autor batizou o calendário e o décimo terceiro mês, em homenagem ao Rei George II da Grã-Bretanha. O 365º dia de cada ano deveria ser reservado para o Natal. O tratamento do ano bissexto variava da regra gregoriana, no entanto, e o ano começaria mais próximo do solstício de inverno. Em uma versão posterior do calendário, publicada em 1753, os 13 meses foram todos renomeados para santos cristãos.
Em 1849, o filósofo francês Auguste Comte (1798-1857) propôs o Calendário Positivista de 13 meses, nomeando os meses: Moisés, Homero, Aristóteles, Arquimedes, César, São Paulo, Carlos Magno, Dante, Gutenberg, Shakespeare, Descartes, Frederic e Bichat. Os dias do ano foram igualmente dedicados aos "santos" na Religião Positivista da Humanidade. As semanas, meses e anos positivistas começam com segunda-feira em vez de domingo. Comte também redefiniu o número do ano, iniciando a era de seu calendário (ano 1) com o ano gregoriano de 1789. Para os dias extras do ano que não pertencem a nenhuma semana ou mês, Comte seguiu o padrão de Ap-Iccim (Jones), terminando cada ano com um festival no 365º dia, seguido por um dia de festa subseqüente ocorrendo apenas nos anos bissextos.
Ninguém sabe se Moses Cotsworth conhecia os planos de 13 meses que precederam seu Calendário Internacional Fixo. Ele seguiu Ap-Iccim (Jones) ao designar o 365º dia do ano como Natal. A sua sugestão foi a de que o último dia do ano deveria ser designado como domingo e, portanto, como o dia seguinte seria o dia de Ano Novo e também um domingo, ele o chamou de Domingo Duplo. Como o objetivo de Cotsworth era um calendário simplificado e mais "racional" para negócios e indústria, ele tentou manter todos os recursos do calendário gregoriano consistentes com esse objetivo, como os nomes dos meses, a semana começando no domingo (ainda tradicionalmente usada nos EUA, mas incomum na maioria dos outros países e no padrão de semanas da ISO ( International Organization for Standardization ), começando as semanas na segunda-feira) e na regra do ano bissexto gregoriano.
Para promover a reforma do calendário de Cotsworth, em 1923 foi fundada a Liga Internacional de Calendário Fixo, logo após o plano ser selecionado pela Liga das Nações como a melhor das 130 propostas de calendário apresentadas. Sir Sandford Fleming, o inventor e maior patrocinador mundial da hora padrão, tornou-se o primeiro presidente da IFCL. A Liga abriu escritórios em Londres e depois em Rochester, Nova York . George Eastman, da Eastman Kodak Company, tornou-se um defensor fervoroso da IFC e instituiu o seu uso na Kodak. A Liga Internacional de Calendário Fixo cessou as operações logo depois que o plano de calendário não conseguiu obter a aprovação final da Liga das Nações em 1937.

## Vantagens
As diversas vantagens do Calendário Fixo Internacional são  relacionadas principalmente à sua organização.
- A subdivisão do ano é bem regular e sistemática:
  - Cada mês tem exatamente 4 semanas (28 dias).
  - Todos os dias do mês caem no mesmo dia da semana em cada mês (por exemplo, o dia 17 sempre cai em uma terça-feira).
  - Cada ano tem exatamente 52 semanas divididas em 13 meses.
- O calendário é o mesmo todos os anos (perene), ao contrário do calendário Gregoriano, que difere de ano para ano. Consequentemente, a programação é mais fácil para instituições e indústrias com ciclos de produção estendidos.
- Feriados móveis comemorado no enésimo dia da semana de um mês, como o dia de Ação de Graças nos Estados Unidos, seria capaz de ter uma data fixa, mantendo o seu dia de semana tradicional.
- As comparações estatísticas por meses são mais precisas, visto que todos os meses contêm exatamente o mesmo número de dias úteis e fins de semana, da mesma forma para comparações por trimestres de 13 semanas.
- Os defensores do Calendário Fixo Internacional argumentavam que treze divisões iguais do ano são superiores a doze divisões desiguais em termos de fluxo de caixa mensal na economia.[5]

## Desvantagens
- Embora cada quarto do ano tenha a mesma duração (13 semanas), treze é um número primo, colocando assim todas as atividades atualmente realizadas de forma bianual, trianual ou a cada quarto de ano desalinhado com os meses.
- Alguns líderes judeus e cristãos opuseram-se ao calendário, já que a tradição de adoração a cada sete dias resultaria na mudança do dia da semana de adoração de um ano para o outro, ou oito dias se passando quando ocorre o Dia do Ano ou o Dia bissexto.[6]
- O calendário está em desacordo com a ISO 8601 em relação ao primeiro dia da semana (domingo vs. segunda-feira), e muitas partes do mundo teriam que mudar o primeiro dia da semana.
- Aniversários, datas comemorativas importantes e outros feriados precisariam de ser recalculados como resultado de uma reforma do calendário e seriam sempre no mesmo dia da semana. Isso poderia ser problemático para feriados que cairiam em dias não úteis sob o novo sistema. Por exemplo, se um feriado for celebrado em 8 de janeiro, então, de acordo com o Calendário Fixo Internacional, esse feriado sempre cairia em um domingo, que já é um dia não útil. Férias compensatórias teriam que ser concedidas todos os anos a 9 de janeiro, o que basicamente mudaria a data do feriado. Isso seria especialmente significativo para quaisquer feriados ou eventos recorrentes que ocorressem nos dias 29, 30 ou 31 do mês (como o Halloween em 31 de outubro), onde uma nova data teria que ser determinada.
- Uma grande quantidade de dados administrativos (e o software que os administra) teria de ser corrigida / ajustada para o novo sistema, potencialmente tendo de dar suporte tanto ao IFC quanto aos sistemas padrão de cronometragem local por um período de tempo.
- As datas de vencimento dos alimentos teriam de ser convertidas para o novo calendário, e, como resultado, nos primeiros anos após a troca, verificar as datas, para garantir que os alimentos são frescos, pode se tornar mais difícil e mais confuso.